# 藤子·F·不二雄博物館
藤子·F·不二雄博物館是為紀念日本漫畫家藤子·F·不二雄而成立的博物館，位於日本神奈川縣川崎市多摩區。於2011年9月3日開始對外開放。

## 概要
博物館是由藤子・F・不二雄的妻子藤本正子、負責管理藤子・F・不二雄作品的藤子·F·不二雄製作公司和川崎市三方協議成立，內部保存藤子・F・不二雄從1961年開始到過世的1996年共35年間的各項創作資料。
在日本，以人物為主題的博物館通常會設立於該人物出生的故鄉，但藤子・F・不二雄博物館並未設於其故鄉富山縣高岡市，而是設於其後來主要的居住地川崎市。不過高岡市美術館仍闢有藤子·F·不二雄的展覽室。
入館門票與三鷹之森吉卜力美術館同様採用「事先預約制」，需透過羅森便利店預先購買指定日期的門票，同時每天限制參觀人數，並分為多個時段入場。
目前川崎市交通局的川崎市巴士在博物館與登戶車站間設有博物館專用的接駁巴士，往返車站及博物館之間。
入館發放的語音導覽裝置除了日文以外，還有提供英語、中文、韓國語三種版本，其中日文版本還有區分大人用和兒童用二種版本。

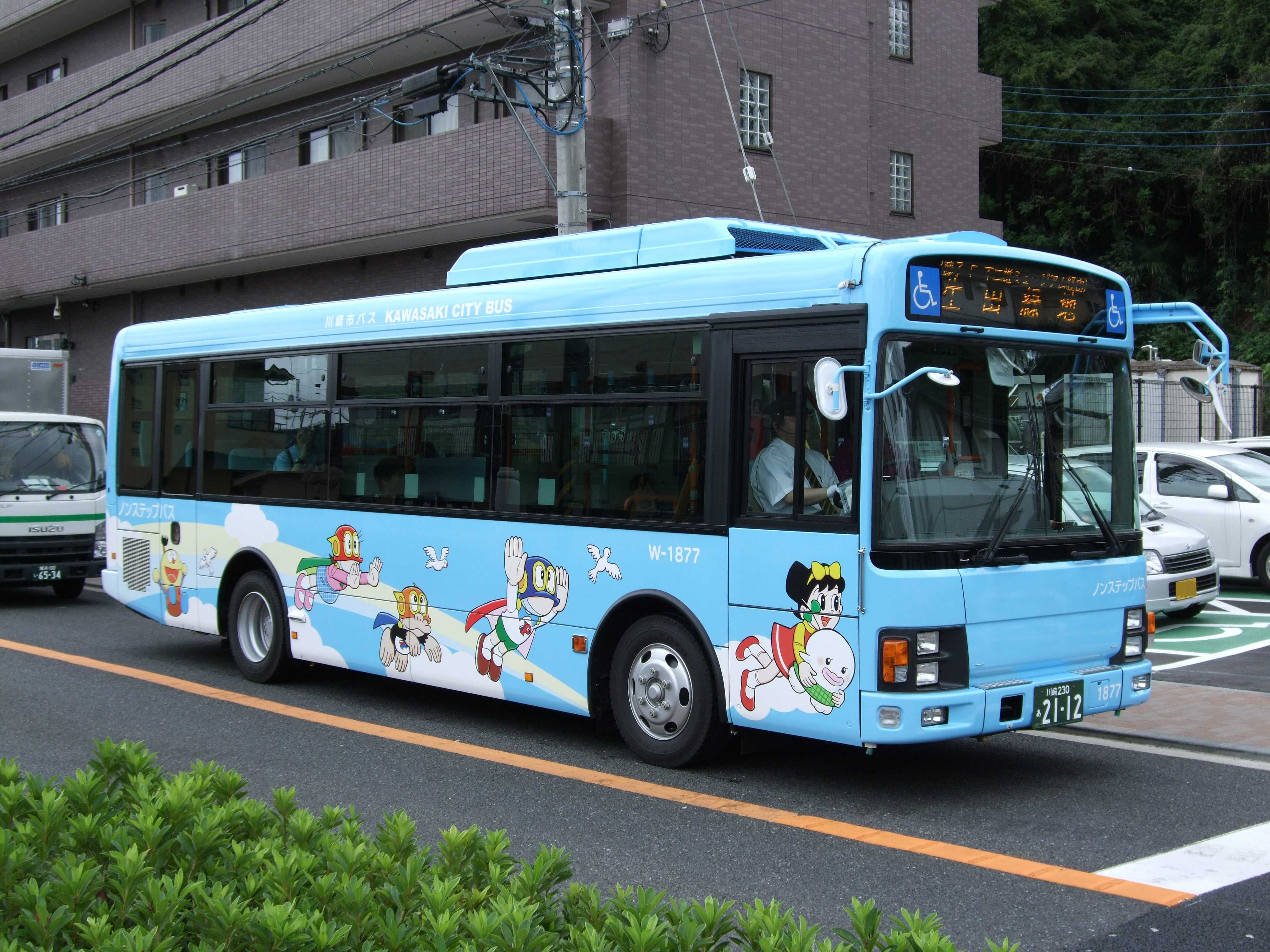
専用接駁巴士
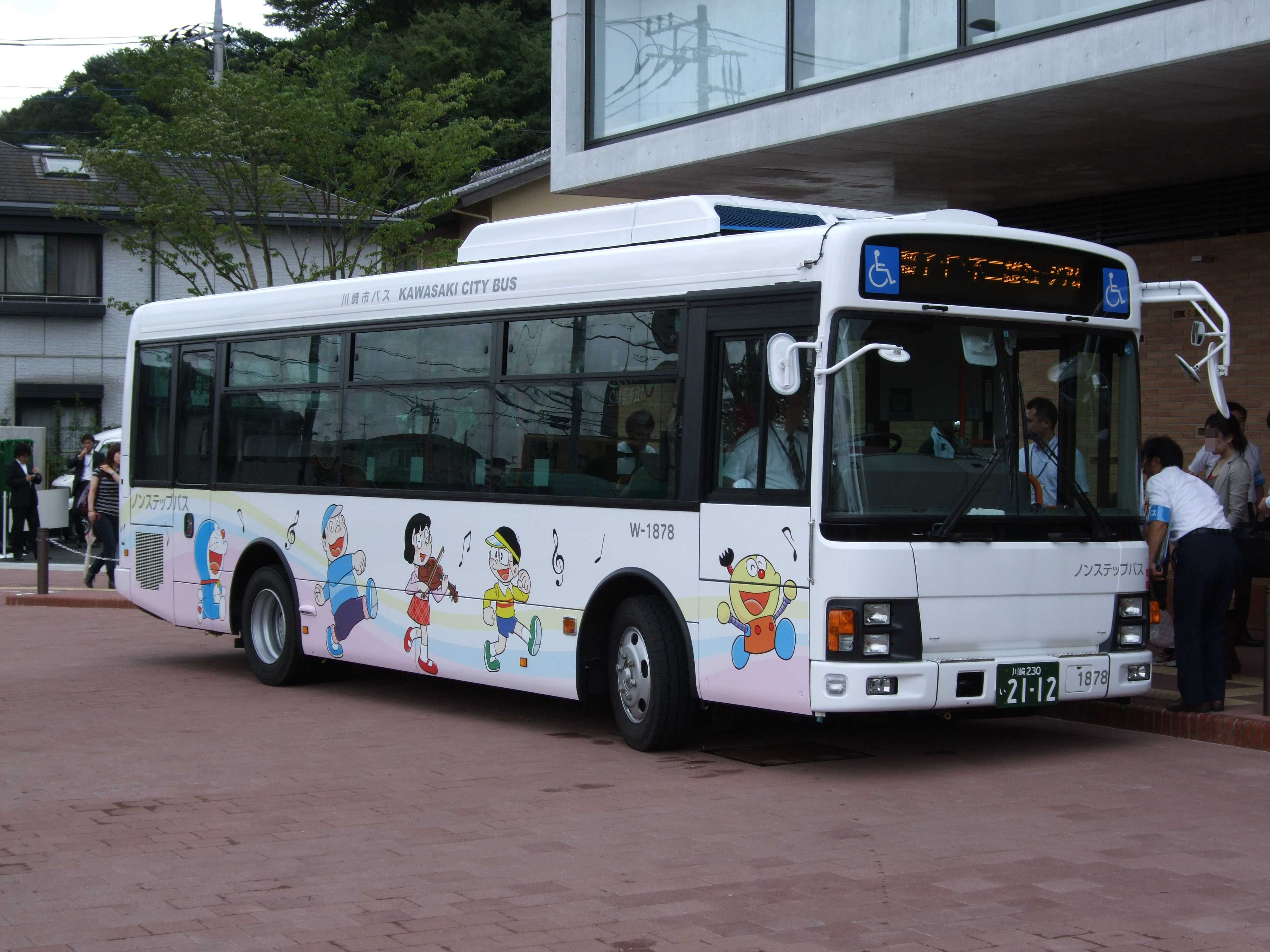
専用接駁巴士
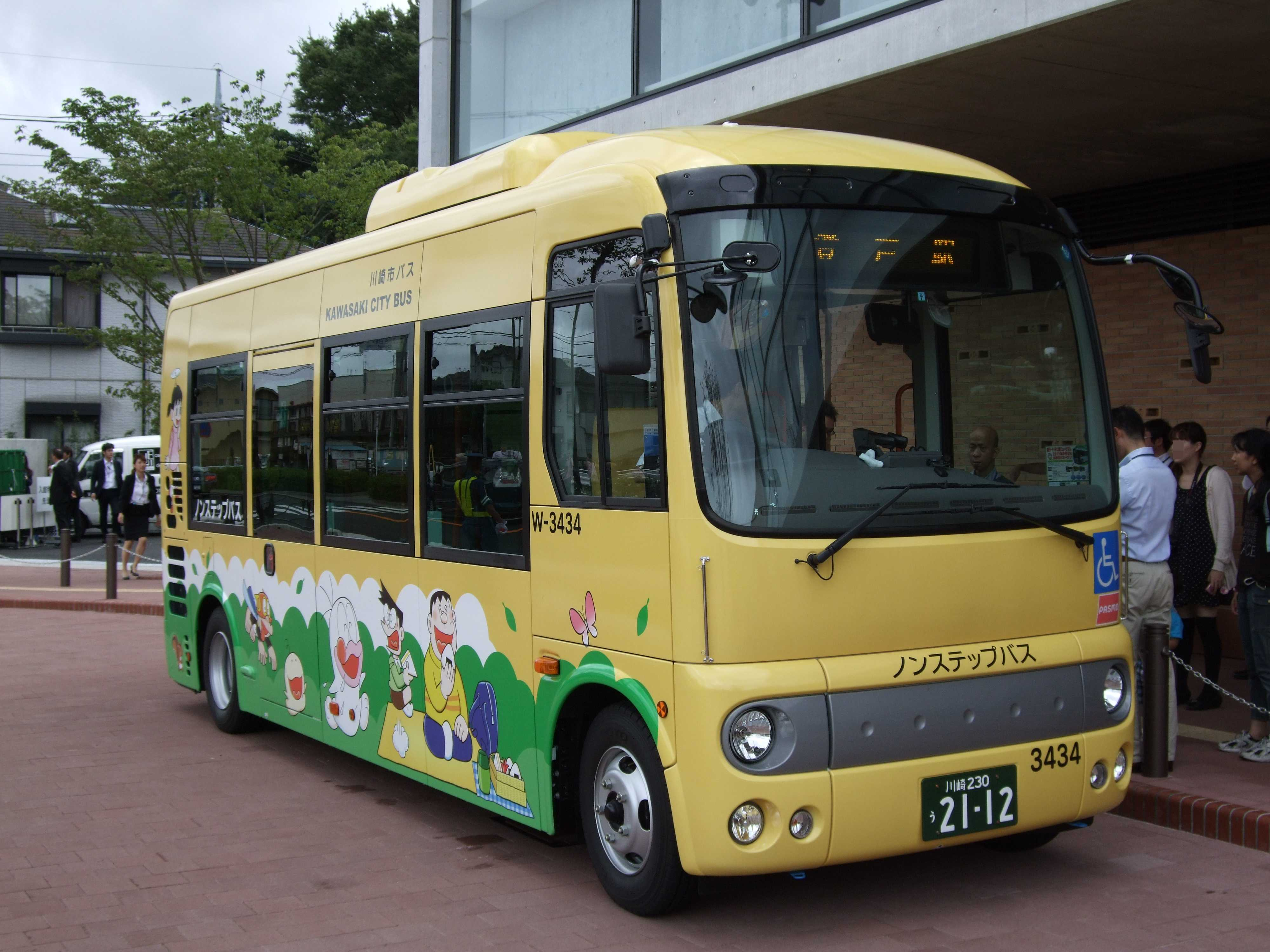
専用接駁巴士
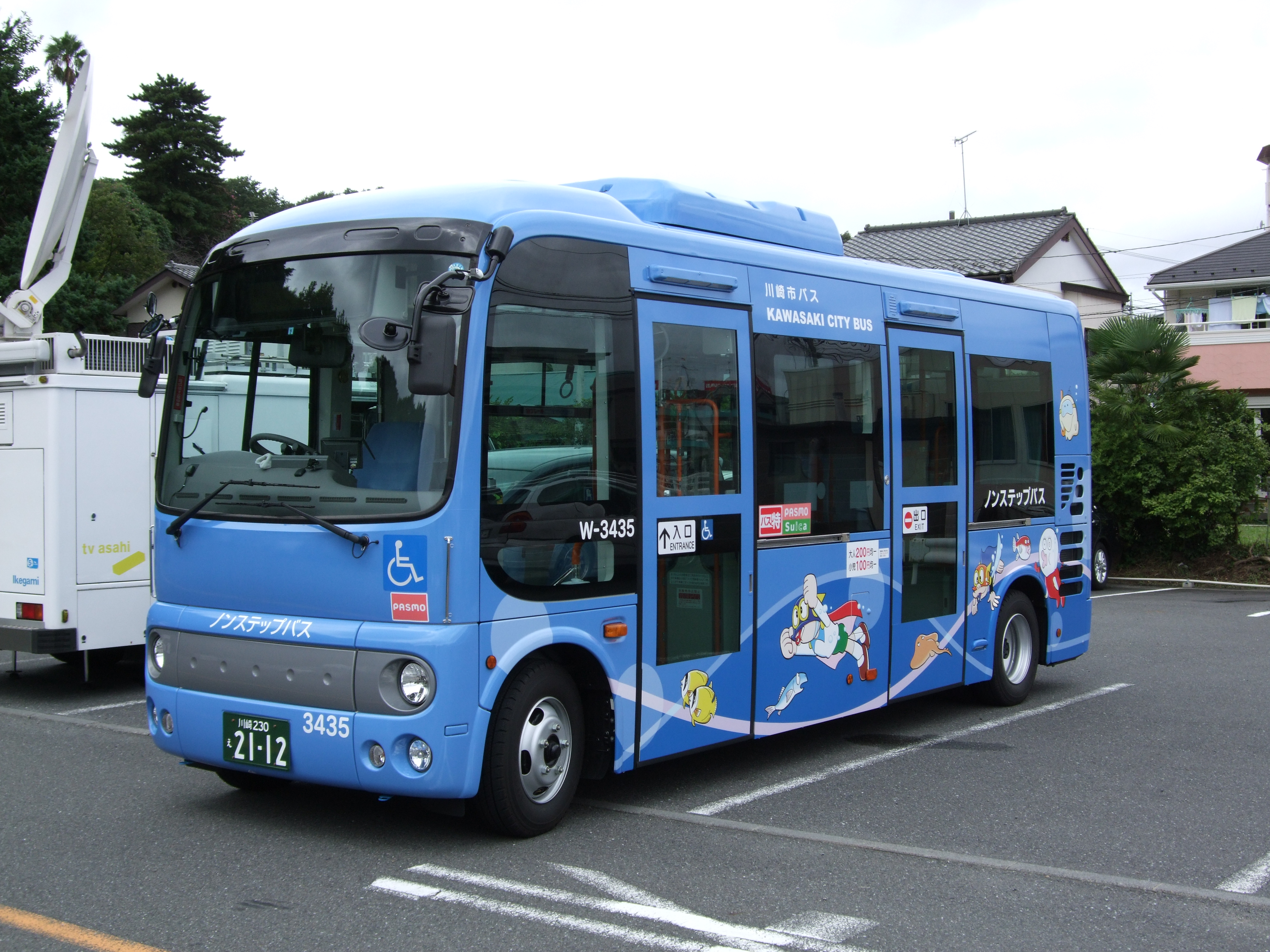
専用接駁巴士